# Indumentària europea al segle XIII

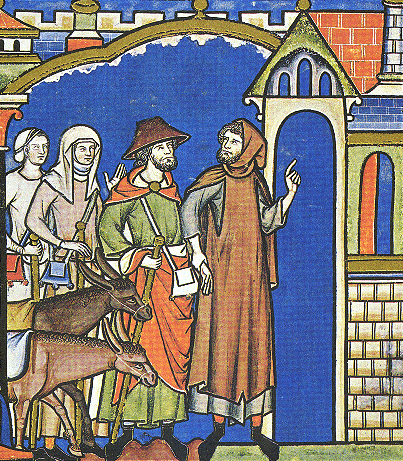
La roba del va oferir túniques llargues amb cinturó de diversos estils i amb capa. L'home de la dreta porta un gardcorps, i el de l'esquerra un barret jueu. Les dones usaven tocats o vels de lli, c. 1250.

La indumentària europea al segle xiii a Europa era molt senzilla, tant per a homes com per a dones, i força uniforme en tot el continent. Les peces de roba de vestir masculines i femenines van ser relativament similars, i els seus canvis es realitzaven molt lentament. La majoria de la roba, especialment fora de les classes més riques, es va mantenir quasi sense variacions des de tres o quatre segles abans. Al segle xiii es va viure un gran progrés en el tenyit i en el treball de la llana, que era el material més important per l'elaboració de la indumentària. Per als rics, el color i les teles rares com la seda, provinent del cuc de seda, eren molt importants. Es va introduir aleshores el tint de color blau que es va posar ràpidament molt de moda, sent adoptat pels reis de França com el seu color heràldic.

## Roba d'home
Els homes vestien una túnica, amb un sobretot llarg damunt una camisa de lli. Un d'aquests sobretots va ser l'anomenat cyclas, que va començar com una peça rectangular de tela amb un forat per al cap. Amb el temps els costats van ser cosits junts per fer una llarga túnica sense mànigues. Quan es van afegir mànigues i a en alguna ocasió una caputxa, els cyclas es van convertir en un sobretot, per regla general amb una caputxa del mateix color o un gardcorps un mantell semblant a d'un acadèmic modern. Un mantell va ser usat com un embolcall formal. Els homes també portaven sabates i barret. La roba de la reialesa es distingia per les seves iques teles i luxoses pells. Els cabells i la barba eren de longitud moderada, i els homes en general portaven els cabells en un estil «patge». Les sabates eren lleugerament punxudes i brodades per a la reialesa i alts clergues.

### Roba d'home de treball
Els treballadors vestien una capa o túnica curta, amb un cinturó. Tenia una ranura en el centre de la part davantera perquè poguessin ficar-hi les puntes del seu cinturó per tenir una major llibertat de moviment. Vestien llargues calces o polaines amb longitud variable, sovint visible. Una espècie de davantal podia ser usat sobre tot això, unit amb cordó o cinta en la cintura. Els barrets incloïen una gorra rodona amb una lleugera vora, —semblant a l'actual boina—, la còfia —una petita caputxa blanca ajustada amb cordes que lligaven sota la barbeta—, el barret de palla —d'ús generalitzat entre els treballadors agrícoles—, i el caperó, aleshores encara una caputxa que arribava al coll i queia sobre les espatlles. A part dels davantals per als oficis com la forja, i la roba lligada prop del coll per mantenir les llavors durant la sembra, una altra roba especial, no va ser usada per treballar.

## Galeria

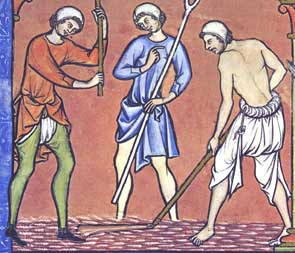
Roba de treball
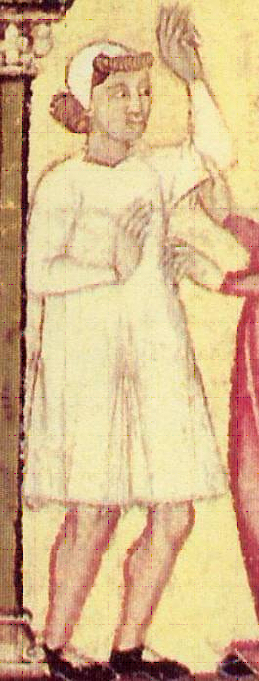
Camisa
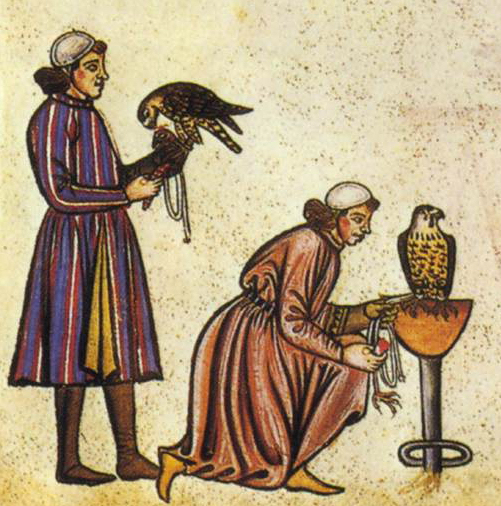
Túniques
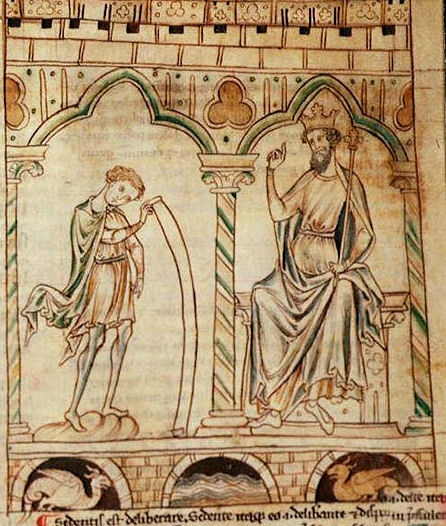
Túniques i mantells
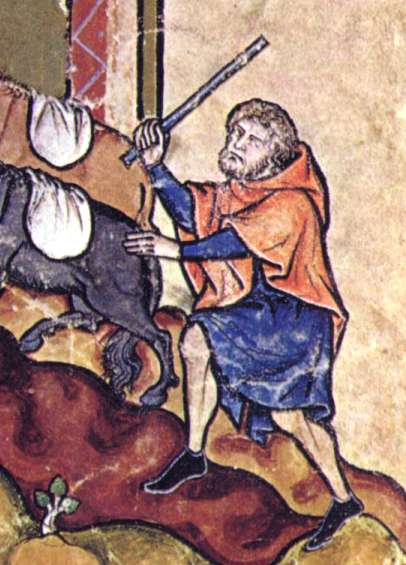
Caperó
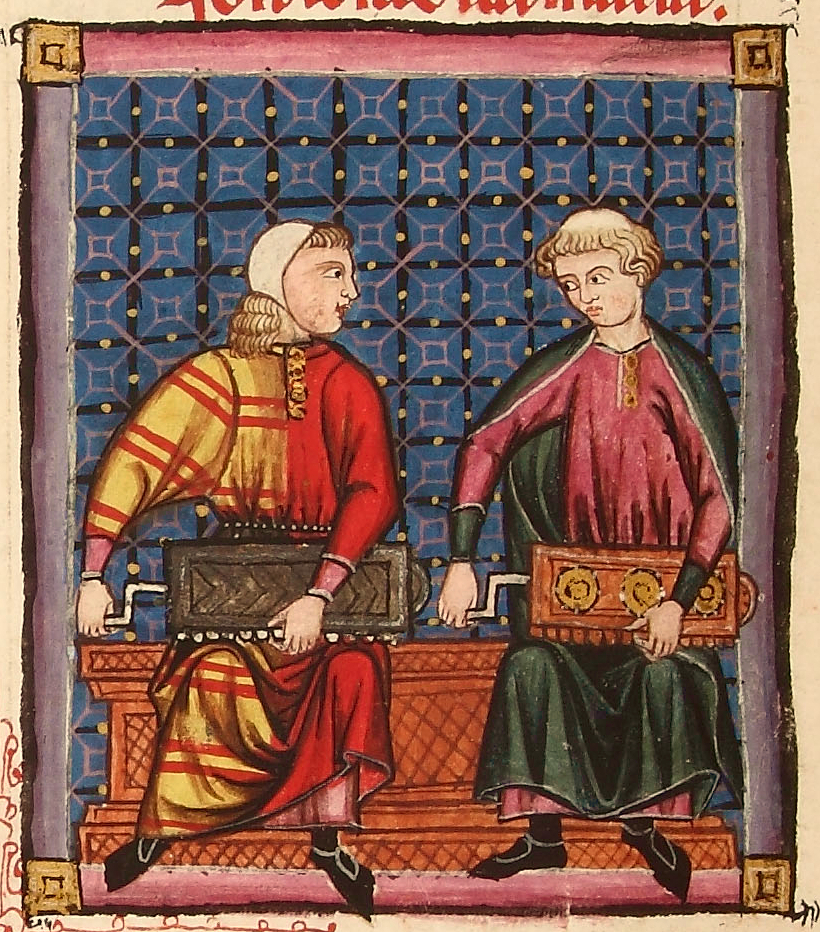
Túniques
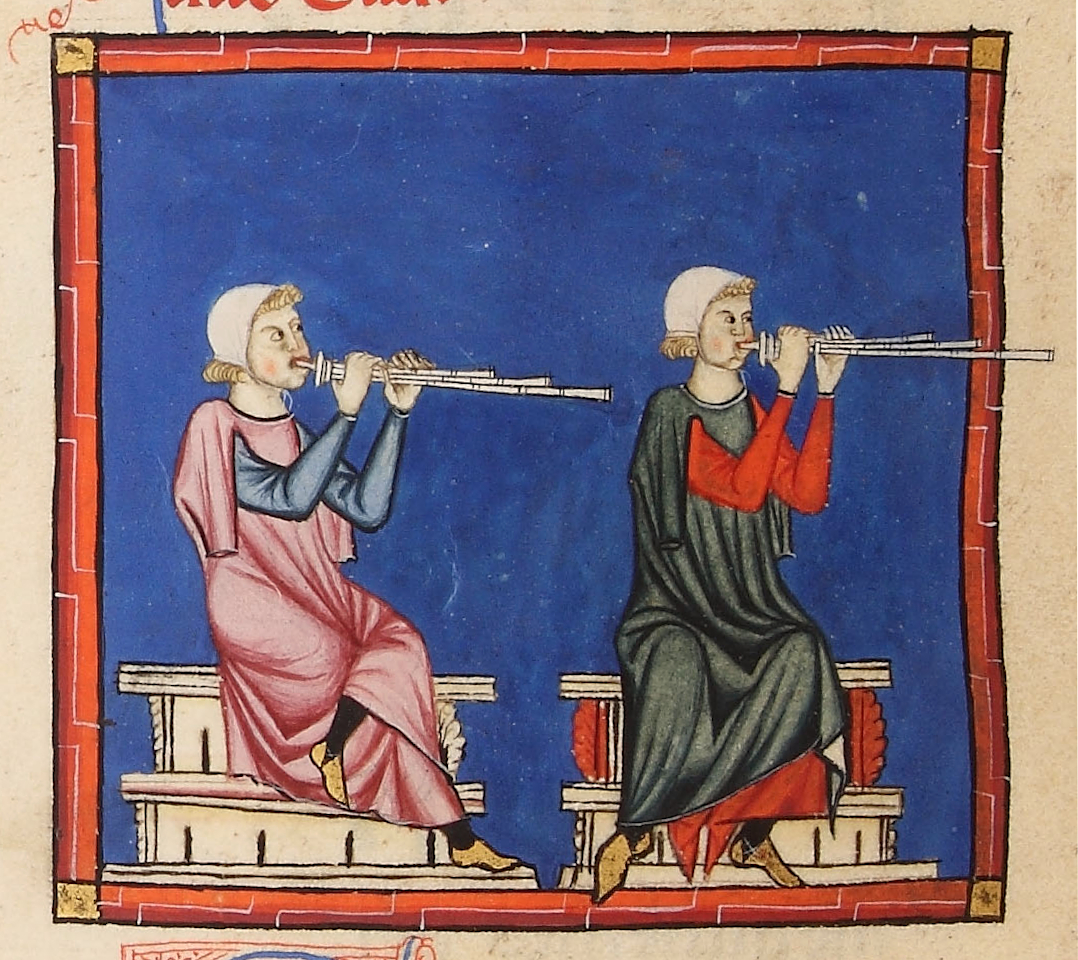
Túniques amb mànigues
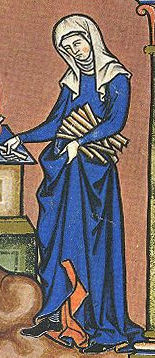
La Bíblia Maciejowski, c. 1250. Vel i toca

## Roba de dona

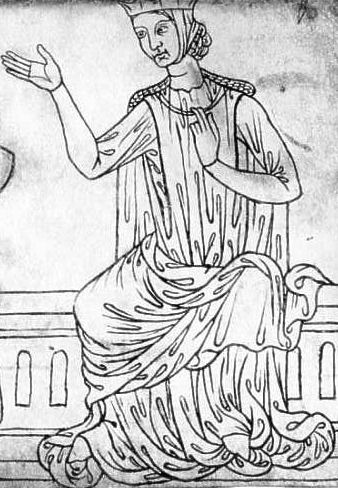
Dona amb barbette y còfia, mantell sense mànigues. Disseny de Villard de Honnecourt, c.1230

### Informació general
El vestit per a les dones era modest i moderat, amb una cinturó estret, que era el model uniforme. Sobre això es portava les cyclas també usat pels homes. Les dones més riques portaven més brodat i el seu mantell o capa, era sostinguda per una corda a través del pit i podia ser folrat de pell.

### Lligadures i pentinats
La individualitat en el vestit de la dona es va expressar a través del seu cabell del pentinat i de la lligadura. Una característica distintiva dels barrets de les dones va ser la barbette, una banda de la barbeta a la qual un barret o un altre tipus lligadura podien estar units. Aquest barret pot ser com «una còfia de la dona». El cabell es recollia sovint amb una xarxa denominada crespine o crespinette, visible solament en la part posterior. Més tard, la còfia es va reduir a estretes franges de tela, i tot el pentinat podía ser cobert amb la crespine. La còfia i barbette eren blancs, mentre que la crespine podia ser de color o d'or. La toca i vel del segle xii encara poden veure's que s'utilitzen en algunes monges.

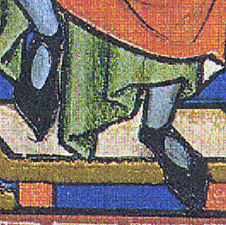
Sabates amb una corretja de turmell i l'empenya oberta, c. 1250

## Calçat
Les sabates van començar a desenvolupar-se en punta en aquest moment, tanmateix, eren molt més restringits del que van ser després en el segle xiv. La sabata habitual per als homes s'obria en la part davantera, des de l'empenya fins a la punta. Els plebeus també portaven mitges amb cuir en la sola, i esclops de fusta. Lligacames de llana també van ser usats pels plebeus.

## Les lleis sumptuàries
Al concili del Laterà IV de 1215 es va dictaminar que els jueus i musulmans havien d'ésser distingibles per la seva indumentària, començant el procés que va transformar la forma del barret jueu en cònic, com una marca voluntària de la seva diferència a una forçada. Anteriorment havia estat usat, però havia estat considerat per jueus europeus com «un element de la vestimenta tradicional, en lloc d'una discriminació imposada». Una llei a Breslau el 1267, va dictaminar que de llavors ençà els jueus havien deixat d'usar els barrets punxeguts que acostumaven a portar, fent això obligatori. La insígnia groga també data d'aquest segle, encara que el barret sembla haver estat molt més usat en general.
Les lleis sumptuàries que per a les prostitutes van ser introduïdes —seguint el precedent de la Roma antiga— en el segle xiii: a Marsella una capa de ratlles, a Anglaterra una caputxa amb ratlles, i així successivament. Amb el temps es van anar reduint a bandes distintives de tela unides en el braç o en l'espatlla, o borles en el braç.